# Newton on Trent
Newton on Trent är en ort och civil parish i Storbritannien.   Den ligger i grevskapet Lincolnshire och riksdelen England, i den sydöstra delen av landet, 200 km norr om huvudstaden London. Newton on Trent ligger 12 meter över havet och antalet invånare är 338.
Terrängen runt Newton on Trent är platt, och sluttar österut. Runt Newton on Trent är det ganska tätbefolkat, med 160 invånare per kvadratkilometer. Närmaste större samhälle är Lincoln, 14,9 km öster om Newton on Trent. Trakten runt Newton on Trent består till största delen av jordbruksmark.